# Доріано Ромбоні
Доріа́но Ромбо́ні (італ. Doriano Romboni; 8 грудня 1968 —30 листопада 2013) — італійський мотогонщик, виступав у чемпіонатах світу з шосейно-кільцевих мотоперегонів MotoGP (1989—1998) та Супербайк (1999—2000, 2004). Трагічно загинув на щорічній благодійній гонці «Sic Supermoto Day», яка проводиться в Латині за підтримки Валентіно Россі і Simoncelli Foundation.

## Кар'єра
Доріан Ромбоні на прізвисько «Рембо» народився 8 грудня 1968 року.

### MotoGP
У 1989 році він дебютував у чемпіонаті світу із шосейно-кільцевих мотоперегонів MotoGP в класі 125сс, виступаючи за команду Honda. Через рік Доріано здобув кілька перемог, а потім перейшов у категорію 250сс, в якій виступав протягом п'яти років. Найкращий сезон Ромбоні провів у 1994 році. Тоді він кинув виклик самому Максу Б'яджі, посівши четверте місце за підсумками чемпіонату.

#### Статистика виступів

##### У розрізі сезонів
| Сезон  | Клас   | Команда           | Мотоцикл  | Гонки | Пер | Под | ПП | Очки | Місце |
| ------ | ------ | ----------------- | --------- | ----- | --- | --- | -- | ---- | ----- |
| 1989   | 125cc  |                   | Honda     | 10    | 0   | 0   | 0  | 20   | 20    |
| 1990   | 125cc  |                   | Rieju     | 12    | 2   | 6   | 3  | 130  | 4     |
| 1991   | 250cc  |                   | Honda     | 12    | 0   | 0   | 0  | 32   | 15    |
| 1992   | 250cc  |                   | Honda     | 13    | 0   | 1   | 0  | 43   | 10    |
| 1993   | 250cc  |                   | Honda     | 11    | 2   | 4   | 2  | 139  | 5     |
| 1994   | 250cc  |                   | Honda     | 13    | 1   | 8   | 2  | 170  | 4     |
| 1995   | 250cc  |                   | Honda     | 8     | 1   | 2   | 0  | 75   | 9     |
| 1996   | 500cc  |                   | Aprilia   | 8     | 0   | 0   | 0  | 23   | 19    |
| 1997   | 500cc  |                   | Aprilia   | 13    | 0   | 1   | 0  | 88   | 10    |
| 1998   | 500cc  | Muz Roc RennSport | Muz Weber | 1     | 0   | 0   | 0  | 4    | 28    |
| Всього | Всього | Всього            | Всього    | 101   | 6   | 22  | 7  | 724  |       |